# NGC 6889
NGC 6889 (również PGC 64464) – galaktyka spiralna z poprzeczką (SBbc), znajdująca się w gwiazdozbiorze Lunety. Odkrył ją John Herschel 9 czerwca 1836 roku.